# Zespół Tietza
Zespół Tietza (ang. Tietz syndrome) – zespół wad wrodzonych, na którego fenotyp składają się głęboka, wrodzona utrata słuchu o charakterze czuciowo-nerwowym oraz albinizm (jasne rzęsy i brwi, bardzo jasne włosy, hipopigmentacja dna oka, jasna skóra, błękitne oczy). Nie stwierdza się różnobarwności tęczówek; odstęp między wewnętrznymi kącikami oczu jest w normie. Zespół jest spowodowany mutacjami w genie czynnika transkrypcyjnego związanego z mikroftalmią (MITF) w locus 3p14.1-p12.3, podobnie jak zespół Waardenburga typu 2A; są to więc schorzenia alleliczne. Dziedziczony jest autosomalnie dominująco. Zespół opisał Tietz w 1967 roku.